# 森の石松外伝
『森の石松外伝』は、劇団岸野組の舞台作品。

## 森の石松外伝〜妖刀奇譚 総司と石松〜

### 公演
- 2004年11月7日～14日、本多劇場

### スタッフ
- 演出：岸野幸正
- 台本：観世桂男
- 音楽：星出尚志
- 音響：清水吉郎
- 音響操作：磯部真次
- 照明：関嘉明
- 照明操作：山田真輔、中山玲
- 美術：皿田圭作
- 舞台監督粟飯原和弘、成井正光
- サックス演奏：小串俊寿
- 大道具：C-COM
- 小道具：高津映画装飾
- 衣装：劇団岸野組衣裳部
- かつら：太陽かつら
- 宣伝美術：イノリユキエ
- 企画/制作：劇団岸野組
- 殺陣：長谷部高史（有）
- 協力：アーツビジョン、青二プロダクション、ぷろだくしょんバオバブ、ワイルドウインド、RED ANGEL

### キャスト
- 森の石松：岸野幸正
- 土方歳三：長谷部高史
- 沖田総司：緒方恵美
- 太助：大倉正章
- 夜鷹 他：奥戸裕子
- お寅：山路清子
- 瓦版屋：村上佳之
- お熊：吉田美穂
- お春坊：木本恵美
- お美代：礒部由江
- 女：遠山晶子
- お染：折笠愛
- 老婆：中村美緒
- お勝：荒木舞子
- 男：丸本祐二郎
- 山村：桝中玲
- 男：阿部光一朗
- 栄吉：志賀克也
- 茶屋の娘：村山美香
- 子供 他：村田絵美
- 関東取締出役真田：上岡昌雄

## 森の石松外伝2〜石松と土佐のよばれたれ〜

### ストーリー
森の石松が金比羅参りの際に道連れとなった人々との関係を描いた作品である。

### 公演
- 2006年5月13～21日、東京芸術劇場小ホール2
- 2011年9月21日～25日に銀座博品館劇場で再演

### スタッフ
- 演出：岸野幸正
- 台本：観世桂男
- 音楽：星出尚志
- 音響：清水吉郎
- 音響操作：松田朋子
- 照明：日高勝彦
- 照明操作：山田真輔
- 振り付け：金田誠一郎
- 美術：皿田圭作
- かつら：太陽かつら店
- 大道具製作：C-COM
- 衣装：岸野組衣装部
- 写真撮影：真下裕
- 宣伝美術：イノリユキエ
- パンフ印刷：佐藤印刷株式会社
- 挿入歌：水戸部千希巳
- 舞台監督：粟飯原和弘（プロジェクト・アイ）、七瀬孝
- 企画制作：劇団岸野組
- 協力：81プロデュース、八重垣事務所、アビリティプロデュース、アーツビジョン、青二プロダクション、StraberryCandle

### キャスト
- 森の石松：岸野幸正
- 若侍：関俊彦
- 乙姉：渡辺菜生子
- お小夜：飯塚雅弓
- 小吉：大倉正章
- 刑部：くじら
- おさん：磯部由江
- 武市半平太：志賀克也
- やくざ：桝中玲
- 女（A)：中村美緒
- 女（B)：村山美香
- 八百八狸：奥戸裕子、村上佳之、桝中玲、上岡昌雄
- Aキャスト：中村美緒、村田絵美、島侑子、須永志乃
- Bキャスト：村山美香、那根清子、荒木舞子、小野真佑

## 森の石松外伝3〜悪い野郎は石松だ!?〜

### ストーリー
森の石松が旅芸人を助ける物語である。

### 公演
- 2007年11月3日～11日、本多劇場

### スタッフ
- 演出：岸野幸正
- 台本：観世桂男
- 音楽：星出尚志
- 振付：金田誠一郎
- TAP振付：高橋しん子
- 美術：皿田圭作
- 音響：清水吉郎
- 音響操作：村上佳之
- 照明：日高勝彦
- 照明操作：山田真輔
- かつら：太陽かつら
- 衣装：劇団岸野組衣裳部
- 宣伝美術：イノリユキエ
- ギター演奏協力：秋山公良
- 写真撮影：真下裕
- パンフ印刷：佐藤印刷株式会社
- 大道具：C-COM
- 舞台監督：粟飯原和弘、七瀬孝
- 挿入歌：水戸部千希巳
- 企画/制作：劇団岸野組
- 協力：青二プロダクション、81プロデュース、アーツビジョン、ジャンクション、おっ、ぺれった、ブリングアップ、まゆみファミリー

### キャスト
- 森の石松：岸野幸正
- お仙：田中真弓
- 秋元田島守：永田洋亮
- 夢太郎：田中考裕
- 黒田左馬之亮：上岡昌雄
- 慶右衛門：大倉正章
- おかみ：篠原あけみ
- 助七郎：志賀克也
- 桶川の喜三郎：熊谷嘉治
- お格：山路清子
- 倉賀野の留吉：桝中玲
- 風車の弥八：くじら
- 役人：鎌田啓二
- お花：神田朱未、大泉龍也
- 雪之丞：香坂千晶
- 歩く女：小野真佑
- 一座座員：奥戸裕子、釘宮由稀、礒部由江、瀧沢千秋、中村美緒、村山美香、村田絵美、那根清子、須永志乃、島侑子、今澤慧美、帯刀春菜、柴田佳奈、萩原伸子

## 森の石松外伝4〜誰かが誰かを狙ってる〜
劇団岸野組の創立20周年記念公演。

### ストーリー
森の石松の金比羅参りを題材に、けんかができなくなってしまった石松を描く作品である。

### 公演
- 2010年6月2日（水）～2010年6月6日（日）、銀座・博品館劇場

### スタッフ
- 演出：岸野幸正
- 台本：観世桂男
- 音楽：星出尚志
- 美術：皿田圭作
- 照明：日高勝彦(日高舞台照明)
- 音響：清水吉郎(清水サウンド工房)
- かつら：太陽かつら
- 衣裳：岸野組衣裳部
- 宣伝美術：イノリユキエ(hype LLP)
- 振付：冨山真希
- 舞台監督：粟飯原和弘(プロジェクト・アイ)
- 企画制作：劇団岸野組1990プロジェクト

### キャスト
- 岸野幸正
- 関智一
- 横山智佐
- 飯塚雅弓
- YOKO
- 橘U子
- くじら
- 大倉正章
- 志賀克也
- 山路清子
- 奥戸裕子
- 桝中玲
- 上岡昌雄
- 大泉龍也
- ダブルキャストAチーム：釘宮由稀、小野真佑、今澤慧美、馬渕茜
- ダブルキャストBチーム：中村美緒、村田絵美、帯刀春菜、柴田佳奈

### 特別ゲスト
オープニングシンガーとして日替わりでゲストが出演。
オープニンナンバー『時代』(作詞：戸田恵子、作曲：星出尚志)
- 旺なつき：6月2日(水)
- 関俊彦：6月3日(木)
- 田中真弓：6月4日(金)
- 山寺宏一：6月5日(土)
- 中尾隆聖：6月6日(日)

## 森の石松外伝5～石松とTOKIOから来た女～

### ストーリー
歴女である今日子がタイムスリップして森の石松と出会う物語である。

### 公演
- 2013年9月29日（日）～2013年10月6日（日）、下北沢本多劇場

### スタッフ
- 演出：岸野幸正
- 台本：観世桂男
- 音楽：星出尚志
- 美術：皿田圭作
- 照明：日高勝彦(日高舞台照明)
- 音響：清水吉郎(清水サウンド工房)
- かつら：太陽かつら
- 衣裳：岸野組衣裳部
- 振付：金田誠一郎・香坂千晶
- 企画制作：劇団岸野組1990プロジェクト

### キャスト
- 岸野幸正
- 飯塚雅弓
- 草尾毅
- 金月真美
- 恵畑ゆう
- おぉじのりこ
- 金田誠一郎
- 大倉正章
- 志賀克也
- 山路清子
- 奥戸裕子
- 桝中玲
- 上岡昌雄
- 中村美緒
- 村田絵美
- 小野真佑
- 今澤慧美
- 岡田有紀
- 馬渕茜
- 北条真
- 坂井隆朗